# 2007-es Turks- és Caicos-szigeteki parlamenti választások
2007. február 9-én parlamenti választásokat tartottak a Turks- és Caicos-szigeteken

## Eredmény
| Pártok                     | Szavazatok | %     | Mandátum | +/– |
| -------------------------- | ---------- | ----- | -------- | --- |
| Haladó Nemzeti Párt        | 3558       | 59,7  | 13       | +5  |
| Népi Demokratikus Mozgalom | 2401       | 40,3  | 2        | –3  |
| Összesen %                 | 5959       | 100.0 | 15       | +2  |
| Forrás: TCI Free Press     |            |       |          |     |